# Danh sách tập phim JoJo no Kimyō na Bōken

Áp phích quảng bá cho mùa anime thứ tư Golden Wind.

JoJo no Kimyō na Bōken (ジョジョの奇妙な冒険, JoJo's Bizzare Adventure) là loạt anime truyền hình dài tập chuyển thể từ bộ manga cùng tên của tác giả Araki Hirohiko. Nội dung trong phim xoay quanh những cuộc phiêu lưu kỳ bí của các thế hệ nhà JoJo xuyên suốt từ thế kỷ 19 đến thời điểm hiện đại. Muse Việt Nam mua bản quyền và công chiếu lại anime dưới nhan đề Cuộc phiêu lưu kỳ bí của JoJo tại Việt Nam. Loạt anime do hãng phim David Production sản xuất.
JoJo no Kimyō na Bōken bắt đầu lên sóng từ tháng 10 năm 2012 trên Tokyo MX và các kênh truyền hình khác tại Nhật Bản. Riêng mùa thứ năm được công chiếu sớm trên nền tảng xem phim Netflix trước khi phát sóng lại trên truyền hình. Tại khu vực Bắc Mĩ, anime được chiếu vào khung giờ Toonami trên kênh Adult Swim kể từ tháng 10 năm 2016.
Mùa đầu tiên của anime chuyển thể từ hai phần manga đầu là Phantom Blood và Battle Tendency. Hai phần của mùa hai chuyển thể từ phần truyện thứ ba Stardust Crusaders. Mùa ba xoay quanh nội dung của phần truyện thứ tư Diamond Is Unbreakable, trong khi mùa thứ tư chuyển thể từ phần manga thứ năm là Golden Wind. Mùa năm sẽ xoay quanh nội dung của phần truyện thứ sáu, Stone Ocean.

## Tổng quan
| Mùa | Mùa | Số tập | Số tập | Phát sóng gốc       | Phát sóng gốc        |
| Mùa | Mùa | Số tập | Số tập | Phát sóng lần đầu   | Phát sóng lần cuối   |
| --- | --- | ------ | ------ | ------------------- | -------------------- |
|     | 1   | 26     | 9      | 6 tháng 10 năm 2012 | 1 tháng 12 năm 2012  |
|     | 1   | 26     | 17     | 8 tháng 12 năm 2012 | 6 tháng 4 năm 2013   |
|     | 2   | 48     | 24     | 5 tháng 4 năm 2014  | 13 tháng 9 năm 2014  |
|     | 2   | 48     | 24     | 10 tháng 1 năm 2015 | 20 tháng 6 năm 2015  |
|     | 3   | 39     | 39     | 6 tháng 4 năm 2016  | 24 tháng 12 năm 2016 |
|     | 4   | 39     | 39     | 6 tháng 10 năm 2018 | 28 tháng 7 năm 2019  |
|     | 5   | CTB    | CTB    | Tháng 12 năm 2021   | CTB                  |

## Mùa 1 (2012–2013)
| Số tập tổng thể | Số tập theo phần | Tựa đề                                                                                             | Đạo diễn                        | Biên kịch         | Ngày phát sóng tại Nhật Bản | Ngày phát sóng tại Việt Nam |
| --- | ---------------- | -------------------------------------------------------------------------------------------------- | ------------------------------- | ----------------- | --------------------------- | --------------------------- |
| Phantom Blood (2012) |                  | |                                 |                   |                             |                             |
| 1 | 1                | "Dio, kẻ xâm lược" "Shinryakusha Dio" (侵略者ディオ)                                               | Obuno Kōta                      | Kobayashi Yasuko  | 6 tháng 10, 2012            | 18 tháng 8, 2021            |
| Tại nước Anh vào năm 1880, chàng trai trẻ Jonathan Joestar nuôi dưỡng ước mơ trở thành một quý ông. Ngày nọ, gia đình của Jonathan chào đón một thành viên mới là Dio Brando, con của tên trộm quá cố Dario Brando, như một cách để đáp lại ân tình mà Dario dành cho nhà Joestar vì đã cứu mạng cha của Jonathan, George, trong một vụ tai nạn 12 năm trước. Tuy nhiên, Dio lại nảy sinh ham muốn chiếm lấy gia tài nhà Joestar. Vì vậy, Dio đã dùng mọi thủ đoạn để tách rời Jonathan khỏi gia đình và bạn bè.                                                                                     |                  | |                                 |                   |                             |                             |
| 2 | 2                | "Lá thư từ quá khứ" "Kako kara no tegami" (過去からの手紙)                                         | Katō Toshiyuki                  | Kobayashi Yasuko  | 13 tháng 10, 2012           | 19 tháng 8, 2021            |
| Năm 1888, George đổ bệnh. Để ý triệu chứng của cha mình giống với Dario, Jonathan nghi ngờ chính Dio đã sát hại Dario bằng thuốc độc và toan tính làm điều tương tự với George. Để nghiên cứu về nguồn gốc của thuốc, Jonathan bắt một chuyến đi ba ngày đến Luân Đôn, nơi anh gặp trợ thủ Robert E. O. Speedwagon. Lo rằng Jonathan sẽ phá hủy kế hoạch của mình, Dio bắt đầu thử nghiệm chiếc Mặt nạ đá. |                  | |                                 |                   |                             |                             |
| 3 | 3                | "Tuổi trẻ của Dio" "Dio to no seishun" (ディオとの青春)                                            | Higashide Futoshi               | Kobayashi Yasuko  | 20 tháng 10, 2012           | 20 tháng 8, 2021            |
| Jonathan mang về nhà thuốc giải độc cho George và một tên bán thuốc có tên là Wang Chan. Thấy âm mưu của mình bại lộ, Dio đành chấp nhận bị cảnh sát còng tay. Tuy nhiên, Dio lại vô tình giết phải George và đeo chiếc Mặt nạ đá. Chiếc mặt nạ biến Dio thành con ma cà rồng bất tử. Sau nhiều lần giết Dio không thành công, Jonathan quyết định đốt căn biệt thự và lừa Dio lên mái biệt thự để Speedwagon thoát ra ngoài. Dio bị tiêu diệt khi ngã xuống bức tượng thiên thần của nhà Joestar, nhưng may mắn còn sống nhờ uống máu của Wang Chan.                                                |                  | |                                 |                   |                             |                             |
| 4 | 4                | "Overdrive" "Ōbādoraibu" (波紋疾走)                                                                | Abe Masashi                     | Yasukawa Shōgo    | 27 tháng 10, 2012           | 21 tháng 8, 2021            |
| Jonathan tỉnh dậy trong bệnh viện sau chấn thương từ căn biệt thự. Trên đường ra viện, một người đàn ông tên Will A. Zeppeli xuất hiện và cho Jonathan biết về "Sóng gợn" (Hamon), một nguồn sức mạnh điều khiển bằng hơi thở. Trong khi đó tại Luân Đôn, Dio đang toan tính xây dựng đội quân xác sống. Zeppeli huấn luyện Jonathan sử dụng thành thạo Sóng gợn để chiến đấu với ma cà rồng. Sau đó, Jonathan, Speedwagon và Zeppeli cùng đi đến thị trấn Windknights Lot để điều tra về hiện tượng người dân nơi đây bị mất tích.                                                                  |                  | |                                 |                   |                             |                             |
| 5 | 5                | "Đoàn kỵ sĩ của bóng đêm" "Ankoku no kishitachi" (暗黒の騎士達)                                    | Yoneda Mitsuhiro, Ezoe Hitomi   | Fudeyasu Kazuyuki | 3 tháng 11, 2012            | 22 tháng 8, 2021            |
| Tại Windknights Lot, Jonathan và nhóm bạn đồng hành bị dụ vào vào khu nghĩa trang của thị trấn bởi một cậu bé móc túi tên là Poco (do Dio thôi miên). Ở đó, đội quân xác sống của Dio đang chào đón họ. Để chiến đấu với Jonathan, Dio đã triệu hồi hai tên kỵ sĩ Tarkus và Bruford. Trong một khoảnh khắc, Jonathan nhảy xuống hồ gần đó khi đang chiến đấu với Bruford để chuẩn bị một đòn đánh trả Bruford. |                  | |                                 |                   |                             |                             |
| 6 | 6                | "Dũng khí đến từ ngày mai" "Ashita no yūki" (あしたの勇気)                                         | Uchida Shingo                   | Fudeyasu Kauyuki  | 10 tháng 11, 2012           | 23 tháng 8, 2021            |
| Do đòn đánh trả của Jonathan chỉ làm thương nhẹ Bruford, Bruford tung ra các kĩ năng còn lại nhưng cuối cùng thì bị Jonathan tiêu diệt hoàn toàn. Khi cơ thể dần tan biến, Bruford hồi sinh lại phần hồn người và trao lại thanh kiếm của mình cho Jonathan. Tên kỵ sĩ còn lại – Tarkus – lao tới tấn công, nhưng nhóm Jonathan kịp thời trốn gần một lò luyện của kỵ sĩ. Jonathan bị Tarkus kéo vào bên trong lò luyện để đấu một trận sinh tử, với điều kiện là phải làm bay đầu của đối thủ. Lo lắng cho Jonathan, Poco tìm đường tắt vào lò để mở cửa ra từ bên trong.                           |                  | |                                 |                   |                             |                             |
| 7 | 7                | "Người kế thừa" "Uketsugumono" (うけ継ぐ者)                                                        | Fujimoto Jirō                   | Yasukawa Shōgo    | 17 tháng 11, 2012           | 24 tháng 8, 2021            |
| Mở cửa thành công, Zeppeli tiến vào lò để chiến đấu với Tarkus và giải thoát cho Jonathan. Do bất cẩn, Zeppeli dính vào bẫy của Tarkus và bị xé đôi người. Trong giây phút cuối cùng, Zeppelia truyền lại tất cả năng lượng cho Jonathan. Jonathan chữa lành vết thương và thoát khỏi cái bẫy chết người, dùng đòn chí mạng kết liễu Tarkus. Sau trận chiến, Zeppeli chấp nhận số phận của ông và ra đi vĩnh viễn. Sau đó, nhóm Jonathan trở về thị trấn để gặp sư phụ của Zeppeli, Tonpetty, cùng hai người học trò Dire và Straizo. Trong lúc đó, chị của Poco bị giam cầm tại nơi trú ẩn của Dio. |                  | |                                 |                   |                             |                             |
| 8 | 8                | "Huyết chiến! JoJo & Dio" "Kessen! JOJO & DIO" (血戦！JOJO&DIO)                                    | Fujimoto Jirō                   | Kobayashi Yasuko  | 24 tháng 11, 2012           | 25 tháng 8, 2021            |
| 9 | 9                | "Gợn sóng cho phút cuối cùng" "Saigo no hamon!" (最後の波紋!)                                      | Suzuki Kenichi                  | Kobayashi Yasuko  | 1 tháng 12, 2012            | 26 tháng 8, 2021            |
| Battle Tendency (2013) |                  | |                                 |                   |                             |                             |
| 10 | 1                | "JoJo ở New York" "Nyū Yōku no JoJo" (ニューヨークのジョジョ)                                      | Majima Takahiro                 | Kobayashi Yasuko  | 8 tháng 12, 2012            | 27 tháng 8, 2021            |
| 11 | 2                | "Chuyên gia trò chơi" "Gēmu no tatsujin" (ゲームの達人)                                            | Yoneda Mitsuhiro                | Inosume Shinichi  | 15 tháng 12, 2012           | 28 tháng 8, 2021            |
| 12 | 3                | "Trụ nhân" "Hashira no otoko" (柱の男)                                                             | Nishikoto Yukio                 | Fudeyasu Kazuyuki | 22 tháng 12, 2012           | 29 tháng 8, 2021            |
| 13 | 4                | "JoJo vs. sinh vật tối thượng" "JoJo vs. kyūkyoku seibutsu" (JOJO vs. 究極生物)                    | Minami Yasuhiro, Suzuki Kenichi | Yasukawa Shōgo    | 5 tháng 1, 2013             | 30 tháng 8, 2021            |
| 14 | 5                | "Chiến binh tối tượng đến từ thời cổ đại" "Taiko kara kita kyūkyoku senshi" (太古から来た究極戦士) | Katō Toshiyuki                  | Yasukawa Shōgo    | 13 tháng 1, 2013            | 31 tháng 8, 2021            |
| 15 | 6                | "Phẩm giá của người hùng" "Hīrō no shikaku" (ヒーローの資格)                                       | Sasaki Masaya                   | Yasukawa Shōgo    | 19 tháng 1, 2013            | 1 tháng 9, 2021             |
| 16 | 7                | "Bậc thầy gợn sóng Lisa Lisa" "Hamon kyōshi Risarisa" (波紋教師リサリサ)                           | Kōtarō Togoshi                  | Fudeyasu Kazuyuki | 26 tháng 1, 2013            | 2 tháng 9, 2021             |
| 17 | 8                | "Cạm bẫy sâu xa" "Fukaku wana o hare!" (深く罠をはれ!)                                             | Takamura Yūta                   | Fudeyasu Kazuyuki | 2 tháng 2, 2013             | 3 tháng 9, 2021             |
| 18 | 9                | "Sự trả thù của đội quân Stoheim" "Shutorohaimu-tai no gyakushū" (シュトロハイム隊の逆襲)          | Uchida Shingo, Yoneda Mitsuhiro | Inosume Shinichi  | 9 tháng 2, 2013             | 4 tháng 9, 2021             |
| 19 | 10               | "Cuộc đua hướng tới bờ vực của cái chết" "Shi no gake e tsuppashire" (死の崖へつっ走れ)            | Abe Masashi                     | Inotsume Shinichi | 16 tháng 2, 2013            | 5 tháng 9, 2021             |
| 20 | 11               | "Thanh xuân cô độc của Caesar" "Shīzā kodoku no seishun" (シーザー孤独の青春)                      | Toshiyuki Katō                  | Kobayashi Yasuko  | 23 tháng 2, 2013            | 6 tháng 9, 2021             |
| 21 | 12               | "Chiến lược 100 chọi 2" "Hyaku tai ni no kakehiki" (100対2のかけひき)                              | Ezoe Hitomi                     | Yasukawa Shōgo    | 2 tháng 3, 2013             | 7 tháng 9, 2021             |
| 22 | 13               | "Chiến binh đích thực" "Shin no kakutōsha" (真の格闘者)                                            | Nakayama Naomi                  | Inosume Shinichi  | 9 tháng 3, 2013             | 8 tháng 9, 2021             |
| 23 | 14               | "Chiến binh của gió" "Kaze ni kaeru senshi" (風にかえる戦士)                                       | Fujimoto Jirō                   | Fudeyasu Kazuyuki | 16 tháng 3, 2013            | 9 tháng 9, 2021             |
| 24 | 15               | "Những mối ràng buộc JoJo" "JoJo o musubu kizuna" (JOJOを結ぶ絆)                                   | Ōsedo Satoshi                   | Kobayashi Yosuko  | 23 tháng 3, 2013            | 10 tháng 9, 2021            |
| 25 | 16               | "Sự ra đời của một sinh vật siêu việt" "Chō Seibutsu no tanjō!!" (超生物の誕生!)                   | Suzuki Kenichi                  | Kobayashi Yosuko  | 30 tháng 3, 2013            | 11 tháng 9, 2021            |
| 26 | 17               | "Kẻ hóa thần" "Kami to natta otoko" (神となった男)                                                 | Toshiyuki Katō                  | Kobayashi Yasuko  | 6 tháng 4, 2013             | 12 tháng 9, 2021            |

## Mùa 2:Stardust Crusaders(2014–2015)
| Số tập tổng thể                           | Số tập theo mùa | Tựa đề | Đạo diễn                                           | Biên kịch         | Ngày phát sóng gốc | Ngày phát sóng tiếng Việt                  |
| ----------------------------------------- | --------------- | --- | -------------------------------------------------- | ----------------- | ------------------ | ------------------------------------------ |
| Stadust Crusaders (2014)                  |                 | |                                                    |                   |                    |                                            |
| 27                                        | 1               | "Chàng trai gắn mình với ma" "Akuryō ni toritsukareta otoko" (悪霊にとりつかれた男)                                                                | Tsuda Naokatsu                                     | Kobayashi Yasuko  | 5 tháng 4, 2014    | 13 tháng 9, 2021                           |
| 28                                        | 2               | "Người phán xét là ai!?" "Sabaku no wa dare da!?" (裁くのは誰だ！？)                                                                               | Takamura Yūta                                      | Kobayashi Yasusko | 12 tháng 4, 2014   | 14 tháng 9, 2021                           |
| 29                                        | 3               | "Lời nguyền của Dio" "DIO no kubaku" (DIOの呪縛)                                                                                                   | Tohiyuki Katō                                      | Kobayashi Yasusko | 19 tháng 4, 2014   | 15 tháng 9, 2021                           |
| 30                                        | 4               | "Tower Of Gray" "Tawā Obu Gurē" (灰の塔) | Fujimoto Jirō                                      | Yasukawa Shōgo    | 26 tháng 4, 2014   | 16 tháng 9, 2021                           |
| 31                                        | 5               | "Silver Chariot" "Shirubā Chariottsu" (銀の戦車)                                                                                                   | Suzuki Kenichi                                     | Kobayashi Yasuko  | 3 tháng 5, 2014    | 17 tháng 9, 2021                           |
| 32                                        | 6               | "Dark Blue Moon" "Dāku Burū Mūn" (暗青の月) | Ogura Hirofumi                                     | Inotsume Shinichi | 10 tháng 5, 2014   | 18 tháng 9, 2021                           |
| 33                                        | 7               | "Strength" "Sutorengusu" (力) | Yoneda Mitsuhiro                                   | Fudeyasu Kazuyuki | 17 tháng 5, 2014   | 19 tháng 9, 2021                           |
| 34                                        | 8               | "Devil" "Debiru" (悪魔) | Soejima Yasufumi                                   | Inosume Shinichi  | 24 tháng 5, 2014   | 20 tháng 9, 2021                           |
| 35                                        | 9               | "Yellow Temperance" "Ierō Tenparansu" (黄の節制)                                                                                                   | Fujimoto Jirō Ezoe Hitomi                          | Fudeyasu Kazuyuki | 31 tháng 5, 2014   | 21 tháng 9, 2021                           |
| 36                                        | 10              | "Hoàng đế và người bị treo Phần 1" "Enperā to Hangudoman Sono 1" (皇帝吊られた男 その１)                                                           | Toshiyuki Katō                                     | Kobayashi Yasuko  | 7 tháng 6, 2014    | 22 tháng 9, 2021                           |
| 37                                        | 11              | "Hoàng đế và người bị treo Phần 2" "Enperā to Hangudoman Sono 2" (皇帝吊られた男 その２)                                                           | Machiya Shunsuke Toshiyuki Katō                    | Kobayashi Yasusko | 14 tháng 6, 2014   | 23 tháng 9, 2021                           |
| 38                                        | 12              | "Nữ hoàng" "Enpuresu" (女帝) | Satoshi Ōsedo                                      | Yasukawa Shōgo    | 21 tháng 6, 2014   | 24 tháng 9, 2021                           |
| 39                                        | 13              | "Bánh xe vận mệnh" "Howīru Obu Fōchun" (運命の車輪)                                                                                                | Tamamura Jin                                       | Yasukawa Shōgo    | 28 tháng 6, 2014   | 25 tháng 9, 2021                           |
| 40                                        | 14              | "Chính nghĩa Phần 1" "Jasutisu Sono 1" (正義 その１)                                                                                               | Yamada Hirokazu                                    | Inotsume Shinichi | 5 tháng 7, 2014    | 26 tháng 9, 2021                           |
| 41                                        | 15              | "Chính nghĩa Phần 2" "Jasutisu Sono 2" (正義 その２)                                                                                               | Ogura Hirofumi                                     | Inosume Shinichi  | 12 tháng 7, 2014   | 27 tháng 9, 2021                           |
| 42                                        | 16              | "Tình nhân Phần 1" "Rabāzu Sono 1" (恋人 その１)                                                                                                   | Machiya Shunsuke Ezoe Hitomi                       | Fudeyasu Kazuyuki | 19 tháng 7, 2014   | 28 tháng 9, 2021                           |
| 43                                        | 17              | "Lovers Phần 2" "Rabāzu Sono 2" (恋人 その２) | Fujimoto Jirō                                      | Fudeyasu Kazuyuki | 26 tháng 7, 2014   | 29 tháng 9, 2021                           |
| 44                                        | 18              | "Sun" "San" (太陽) | Soejima Yasufumi                                   | Tsuda Naokatsu    | 2 tháng 8, 2014    | 30 tháng 9, 2021                           |
| 45                                        | 19              | "Death 13 Phần 1" "Desu Sātīn Sono 1" (死神13 その１)                                                                                              | Katō Toshiyuki                                     | Yasukawa Shōgo    | 9 tháng 8, 2014    | 1 tháng 10, 2021                           |
| 46                                        | 20              | "Death 13 Phần 2" "Desu Sātīn Sono 2" (死神13 その２)                                                                                              | Tsuda Naokatsu Yoshikawa Shigatsu                  | Yasukawa Shōgo    | 16 tháng 8, 2014   | 2 tháng 10, 2021                           |
| 47                                        | 21              | "Judgement Phần 1" "Jajjimento Sono 1" (審判 その１)                                                                                               | Takamura Yūta                                      | Kobayashi Yasuko  | 23 tháng 8, 2014   | 3 tháng 10, 2021                           |
| 48                                        | 22              | "Judgement Phần 2" "Jajjimento Sono 2" (審判 その２)                                                                                               | Ezoe Hitomi Suzuki Kenichi                         | Kobayashi Yasuko  | 30 tháng 8, 2014   | 4 tháng 10, 2021                           |
| 49                                        | 23              | "High Priestess, Phần 1" "Hai Puriesutesu Sono 1" (女教皇 その１)                                                                                  | Satoshi Ōsedo                                      | Inotsume Shinichi | 6 tháng 9, 2014    | 5 tháng 10, 2021                           |
| 50                                        | 24              | "High Priestess, Phần 2" "Hai Puriesutesu Sono 2" (女教皇 その２)                                                                                  | Machiya Shunsuke Tsuda Naokatsu                    | Inotsume Shinichi | 13 tháng 9, 2014   | 6 tháng 10, 2021                           |
| Stadust Crusaders: Battle in Egypt (2015) |                 | |                                                    |                   |                    |                                            |
| 51                                        | 25              | "The Fool - Igggy và Thần Geb - N'doul, Phần 1" "Za Fūru' no Igī to 'Gebu-shin' no Ndūru Sono 1" (「愚者」のイギーと「ゲブ神」のンドゥール その１) | Suzuki Kenichi                                     | Kobayashi Yasusko | 10 tháng 1, 2015   | 7 tháng 10, 2021 12 tháng 10, 2021 (re-up) |
| 52                                        | 26              | "The Fool - Igggy và Thần Geb - N'doul, Phần 2" "Za Fūru' no Igī to 'Gebu-shin' no Ndūru Sono 2" (「愚者」のイギーと「ゲブ神」のンドゥール その２) | Mamori Taisuke Toshiyuki Katō                      | Kobayashi Yasusko | 17 tháng 1, 2015   | 8 tháng 10, 2021                           |
| 53                                        | 27              | "Thần Khnum - Oingo và Thần Thoth - Boingo" "Kunumu-shin' no Oingo to 'Toto-shin' no Boingo" (「クヌム神」のオインゴと「トト神」のボインゴ)        | Ezoe Hitomi                                        | Fudeyasu Kazuyuki | 24 tháng 1, 2015   | 9 tháng 10, 2021                           |
| 54                                        | 28              | "Thần Anubis, Phần 1" "Anubisu-shin' Sono 1" (「アヌビス神」 その１)                                                                               | Fujimoto Jirō                                      | Inotsume Shinichi | 31 tháng 1, 2015   | 10 tháng 10, 2021                          |
| 55                                        | 29              | "Thần Anubis, Phần 2" "Anubisu-shin' Sono 2" (「アヌビス神」 その２)                                                                               | Toshiyuki Katō                                     | Inotsume Shinichi | 7 tháng 2, 2015    | 11 tháng 10, 2021                          |
| 56                                        | 30              | "Nữ thần Bastet - Mariah, Phần 1" "Basuteto-joshin' no Maraia Sono 1" (「バステト女神」のマライア その１)                                          | Yoshikawa Shigatsu                                 | Yasukawa Shōgo    | 14 tháng 2, 2015   | 12 tháng 10, 2021                          |
| 57                                        | 31              | "Nữ thần Bastet - Mariah, Phần 2" "Basuteto-joshin' no Maraia Sono 2" (「バステト女神」のマライア その２)                                          | Takamura Yūta                                      | Yasukawa Shōgo    | 21 tháng 2, 2015   | 13 tháng 10, 2021                          |
| 58                                        | 32              | "Thần Set - Alessi, Phần 1" "Seto-shin' no Aresshī Sono 1" (「セト神」のアレッシー その１)                                                         | Fujita Kentarō                                     | Fudeyasu Kazuyuki | 28 tháng 2, 2015   | 14 tháng 10, 2021                          |
| 59                                        | 33              | "Thần Set - Alessi, Phần 2" "Seto-shin' no Aresshī Sono 2" (「セト神」のアレッシー その２)                                                         | Soejima Yasufumi                                   | Fudeyasu Kazuyuki | 7 tháng 3, 2015    | 15 tháng 10, 2021                          |
| 60                                        | 34              | "D'Arby the Gambler, Phần 1" "Dābī Za Gyanburā Sono 1" (ダービー・ザ・ギャンブラー その１)                                                         | Takamura Yūta                                      | Yasukawa Shōgo    | 14 tháng 3, 2015   | 16 tháng 10, 2021                          |
| 61                                        | 35              | "D'Arby the Gambler, Phần 2" "Dābī Za Gyanburā Sono 2" (ダービー・ザ・ギャンブラー その２)                                                         | Ezoe Hitomi                                        | Yasukawa Shōgo    | 21 tháng 3, 2015   | 17 tháng 10, 2021                          |
| 62                                        | 36              | "Hol Horse và Boingo, Phần 1" "Horu Hōsu to Boingo Sono 1" (ホル・ホースとボインゴ その１)                                                         | Machiya Shunsuke                                   | Kobayashi Yasusko | 28 tháng 3, 2015   | 18 tháng 10, 2021                          |
| 63                                        | 37              | "Hol Horse và Boingo, Phần 2" "Horu Hōsu to Boingo Sono 2" (ホル・ホースとボインゴ その２)                                                         | Mamori Taisuke                                     | Kobayashi Yasusko | 4 tháng 4, 2015    | 19 tháng 10, 2021                          |
| 64                                        | 38              | "Kẻ gác cổng địa ngục, Pet Shop, Phần 1" "Jigoku no Monban Petto Shoppu Sono 1" (地獄の門番ペット·ショップ その１)                                 | Yoshikawa Shigatsu                                 | Suzuki Kenichi    | 11 tháng 4, 2015   | 20 tháng 10, 2021                          |
| 65                                        | 39              | "Kẻ gác cổng địa ngục, Pet Shop, Phần 2" "Jigoku no Monban Petto Shoppu Sono 2" (地獄の門番ペット·ショップ その２)                                 | Fujimoto Jirō                                      | Suzuki Kenichi    | 18 tháng 4, 2015   | 21 tháng 10, 2021                          |
| 66                                        | 40              | "D'Arby the Player, Phần 1" "Dābī za Pureiyā Sono 1" (ダービー・ザ・プレイヤー その１)                                                             | Soejima Yasufumi                                   | Fudeyasu Kazuyuki | 25 tháng 4, 2015   | 22 tháng 10, 2021                          |
| 67                                        | 41              | "D'Arby the Player, Phần 2" "Dābī za Pureiyā Sono 2" (ダービー・ザ・プレイヤー その２)                                                             | Mamori Taisuke                                     | Fudeyasu Kazuyuki | 2 tháng 5, 2015    | 23 tháng 10, 2021                          |
| 68                                        | 42              | "Chướng Khí của Hư Vô, Vanilla Ice, Phần 1" "Akū no Shōki Vanira Aisu Sono 1" (亜空の瘴気 ヴァニラ・アイス その１)                                 | Machiya Shunsuke Eri Nagata                        | Inotsume Shinichi | 9 tháng 5, 2015    | 24 tháng 10, 2021                          |
| 69                                        | 43              | "Chướng Khí của Hư Vô, Vanilla Ice, Phần 2" "Akū no Shōki Vanira Aisu Sono 2" (亜空の瘴気 ヴァニラ・アイス その２)                                 | Takamura Yūta                                      | Inotsume Shinichi | 16 tháng 5, 2015   | 25 tháng 10, 2021                          |
| 70                                        | 44              | "Chướng Khí của Hư Vô, Vanilla Ice, Phần 3" "Akū no Shōki Vanira Aisu Sono 3" (亜空の瘴気 ヴァニラ・アイス その３)                                 | Ezoe Hitomi                                        | Inotsume Shinichi | 23 tháng 5, 2015   | 26 tháng 10, 2021                          |
| 71                                        | 45              | "Thế giới của Dio, Phần 1" "DIO no sekai Sono 1" (DIOの世界 その１)                                                                                | Yoshikawa Shigatsu                                 | Yasukawa Shōgo    | 30 tháng 5, 2015   | 27 tháng 10, 2021                          |
| 72                                        | 46              | "Thế giới của Dio, Phần 2" "DIO no sekai Sono 2" (DIOの世界 その２)                                                                                | Katō Toshiyuki                                     | Yasukawa Shōgo    | 6 tháng 6, 2015    | 28 tháng 10, 2021                          |
| 73                                        | 47              | "Thế giới của Dio, Phần 3" "DIO no sekai Sono 3" (DIOの世界 その３)                                                                                | Mamori Taisuke Takamura Yūta Soejima Yasufumi      | Kobayashi Yasusko | 13 tháng 6, 2015   | 29 tháng 10, 2021                          |
| 74                                        | 48              | "Chuyến hành trình dài, tạm biệt bạn tôi" "Harukanaru tabiji saraba tomo yo" (遥かなる旅路 さらば友よ)                                             | Yoshikawa Shigatsu Machiya Shunsuke Katō Toshiyuki | Kobayashi Yasusko | 20 tháng 6, 2015   | 30 tháng 10, 2021 2 tháng 11, 2021 (re-up) |

## Mùa 3:Diamond is Unbreakable(2016)
| Số tập tổng thể | Số tập theo phần | Tựa đề                                                                               | Đạo diễn                                                                                   | Biên kịch                           | Ngày phát sóng gốc | Ngày phát sóng tiếng Việt |
| --------------- | ---------------- | ------------------------------------------------------------------------------------ | ------------------------------------------------------------------------------------------ | ----------------------------------- | ------------------ | ------------------------- |
| 75              | 1                | "Kūjō Jōtarō! Higashikata Jōsuke ni au" (空条承太郎！ 東方仗助に会う)                | Takamura Yūta                                                                              | Kobayashi Yasusko                   | 2 tháng 4, 2016    | –                         |
| 76              | 2                | "Higashikata Jōsuke! Anjero ni au" (東方仗助！ アンジェロに会う)                     | Katō Toshiyuki                                                                             | Kobayashi Yasusko                   | 9 tháng 4, 2016    | –                         |
| 77              | 3                | "Nijimura kyōdai Sono 1" (虹村兄弟 その１)                                           | Yoshida Takahiko                                                                           | Kobayashi Yasusko                   | 16 tháng 4, 2016   | –                         |
| 78              | 4                | "Nijimura kyōdai Sono 2" (虹村兄弟 その２)                                           | Soejika Yasufumi Katō Toshiyuki Tsuda Naokatsu Yūta Takamura                               | Yasukawa Shōgo                      | 23 tháng 4, 2016   | –                         |
| 79              | 5                | "Nijimura kyōdai Sono 3" (虹村兄弟 その３)                                           | Asaki Yukihiko                                                                             | Yashukawa Shōgo                     | 30 tháng 4, 2016   | –                         |
| 80              | 6                | "Hirose Koichi (Ekōzu)" (広瀬康一 (エコーズ))                                        | Soejima Yasufumi                                                                           | Fudeyasu Kazuyuki                   | 7 tháng 5, 2016    | –                         |
| 81              | 7                | "Hazamada Toshikazu (Sāfisu)" (間田敏和 (サーフィス))                                | Ezoe Hitomi                                                                                | Inotsume Shinichi                   | 14 tháng 5, 2016   | –                         |
| 82              | 8                | "Yamagishi yukako wa koi o suru Sono 1" (山岸由花子は恋をする その１)                | Fujimoto Jirō                                                                              | Yasukawa Shōgo                      | 21 tháng 5, 2016   | –                         |
| 83              | 9                | "Yamagishi yukako wa koi o suru Sono 2" (山岸由花子は恋をする その２)                | Kim Min-sun                                                                                | Yasukawa Shōgo                      | 28 tháng 5, 2016   | –                         |
| 84              | 10               | "Itaria ryōri o tabe ni ikō" (イタリア料理を食べに行こう)                            | Kōta Fumiaki Murata Hikaru                                                                 | Fudeyasu Kazuyuki                   | 4 tháng 6, 2016    | –                         |
| 85              | 11               | "Reddo Hotto Chiri Peppā, Sono 1" (レッド・ホット・チリ・ペッパー その1)             | Eum Sang-yong                                                                              | Kobayashi Yasuko                    | 11 tháng 6, 2016   | –                         |
| 86              | 12               | "Reddo Hotto Chiri Peppā, Sono 2" (レッド・ホット・チリ・ペッパー その2)             | Asaki Yukihiko                                                                             | Kobayashi Yasuko                    | 18 tháng 6, 2016   | –                         |
| 87              | 13               | "Yabaimono o hirottassu!" (やばいものを拾ったっス！)                                 | Fujimoto Jirō                                                                              | Inotsume Shinichi                   | 25 tháng 6, 2016   | –                         |
| 88              | 14               | "Mangaka no uchi e asobi ni ikō, Sono 1" (漫画家のうちへ遊びに行こう その1)          | Tsuda Naokatsu Soejima Yasufumi Katō Toshiyuki Asaki Yukihiko                              | Kobayashi Yasuko                    | 2 tháng 7, 2016    | –                         |
| 89              | 15               | "Mangaka no uchi e asobi ni ikō, Sono 2" (漫画家のうちへ遊びに行こう その2)          | Matsubayashi Tadahito                                                                      | Kobayashi Yasuko                    | 9 tháng 7, 2016    | –                         |
| 90              | 16               | "Hantingu ni ikō!" (狩りに行こう！)                                                  | Kogawa Yoriyasu                                                                            | Yasukawa Shōgo                      | 16 tháng 7, 2016   | –                         |
| 91              | 17               | "Kishibe Rohan no bōken" (岸辺露伴の冒険)                                            | Shimada Sōichi                                                                             | Inotsume Shinichi                   | 23 tháng 6, 2016   | –                         |
| 92              | 18               | "Shigechī no hāvesuto, Sono 1" (｢重ちー｣の収穫 その1)                                | Nagata Eri                                                                                 | Fudeyasu Kazuyuki                   | 30 tháng 7, 2016   | –                         |
| 93              | 19               | "Shigechī no hāvesuto, Sono 2" (｢重ちー｣の収穫 その2)                                | Hata Masami Kim Min-sun                                                                    | Fudeyasu Kazuyuki                   | 6 tháng 8, 2016    | –                         |
| 94              | 20               | "Yamagishi Yukako wa shinderera ni akogareru" (山岸由花子はシンデレラに憧れる)       | Fujimoto Jirō                                                                              | Yasukawa Shōgo                      | 13 tháng 8, 2016   | –                         |
| 95              | 21               | "Kira Yoshikage wa shizuka ni kurashitai, Sono 1" (吉良吉影は静かに暮らしたい その1) | Eum Sang-yong                                                                              | Kobayashi Yasuko                    | 20 tháng 8, 2016   | –                         |
| 96              | 22               | "Kira Yoshikage wa shizuka ni kurashitai, Sono 2" (吉良吉影は静かに暮らしたい その1) | Ezoe Hitomi                                                                                | Kobayashi Yasuko                    | 27 tháng 8, 2016   | –                         |
| 97              | 23               | "Shiā Hāto Atakku, Sono 1" (シアーハートアタック その1)                              | Murata Hikaru                                                                              | Yasukawa Shōgo                      | 3 tháng 9, 2016    | –                         |
| 98              | 24               | "Shiā Hāto Atakku, Sono 2" (シアーハートアタック その2)                              | Soejima Yasufumi                                                                           | Yasukawa Shōgo                      | 10 tháng 9, 2016   | –                         |
| 99              | 25               | "Atomu Hāto Fāzā" (アトム・ハート・ファーザー)                                       | Nagata Eri                                                                                 | Inotsume Shinichi                   | 17 tháng 9, 2016   | –                         |
| 100             | 26               | "Janken kozō ga yatte Kuru!" (ジャンケン小僧がやって来る！)                          | Kim Min-sun                                                                                | Fudeyasu Kazuyuki                   | 24 tháng 9, 2016   | –                         |
| 101             | 27               | "Boku wa uchūjin" (ぼくは宇宙人)                                                     | Naokatsu Tsuda Asaki Yukihiko                                                              | Fudeyasu Kazuyuki                   | 1 tháng 10, 2016   | –                         |
| 102             | 28               | "Haiwei sutā Sono 1" (ハイウェイ・スター その1)                                      | Tamamura Jin                                                                               | Fudeyasu Kazuyuki                   | 8 tháng 10, 2016   | –                         |
| 103             | 29               | "Haiwei sutā Sono 2" (ハイウェイ・スター その2)                                      | Murata Hikaru                                                                              | Fudeyasu Kazuyuki                   | 15 tháng 10, 2016  | –                         |
| 104             | 30               | "Neko wa Kira Yoshikage ga suki" (猫は吉良吉影が好き)                                | Fujiwara Jun Soejima Yasufumi Ezoe Hitomi Yukihiko Sasaki Asaki Yukihiko Nishijima Keisuke | Inotsume Shinichi Fudeyasu Kazuyuki | 22 tháng 10, 2016  | –                         |
| 105             | 31               | "Shigatsu jūgo-nichi (moku), Sono 1" (7月15日(木) その1)                             | Nagata Eri Soejima Yasufumi Tsuda Naokatsu                                                 | Kobayashi Yasuko                    | 29 tháng 10, 2016  | –                         |
| 106             | 32               | "Shigatsu Jūgo-nichi (Moku), Sono 2" (7月15日(木) その2)                             | Nagata Eri Soejima Yasufumi Tsuda Naokatsu                                                 | Kobayashi Yasuko                    | 5 tháng 11, 2016   | –                         |
| 107             | 33               | "Shigatsu Jūgo-nichi (Moku), Sono 3" (7月15日(木) その3)                             | Soejima Yasufumi Fujimoto Yoshitaka Ezoe Hitomi                                            | Kobayashi Yasuko                    | 12 tháng 11, 2016  | –                         |
| 108             | 34               | "Shigatsu Jūgo-nichi (Moku), Sono 4" (7月15日(木) その4)                             | Fujimoto Yoshitaka Ezoe Hitomi                                                             | Kobayashi Yasuko                    | 19 tháng 11, 2016  | –                         |
| 109             | 35               | "Anazāwan Baitsa Dasuto, Sono 1" (アナザーワン バイツァ・ダスト その1)               | Katō Toshiyuki Murata Hikaru                                                               | Yasukawa Shōgo                      | 26 tháng 11, 2016  | –                         |
| 110             | 36               | "Anazāwan Baitsa Dasuto, Sono 2" (アナザーワン バイツァ・ダスト その2)               | Eijima Yasuo Nishijima Keisuke                                                             | Yasukawa Shōgo                      | 3 tháng 12, 2016   | –                         |
| 111             | 37               | "Kureijī Daiyamondo wa kudakenai, Sono 1" (クレイジー・Dは砕けない その1)            | Soejima Yasufumi Nagata Eri                                                                | Fudeyasu Kazuyuki                   | 10 tháng 12, 2016  | –                         |
| 112             | 38               | "Kureijī Daiyamondo wa kudakenai, Sono 2" (クレイジー・Dは砕けない その2)            | Katō Toshiyuki Murata Hikaru Naokatsu Tsuda                                                | Fudeyasu Kazuyuki                   | 17 tháng 12, 2016  | –                         |
| 113             | 39               | "Sayonara Moriō-chō - Ōgon no kokoro" (さよなら杜王町ー黄金の心)                     | Naokatsu Tsuda                                                                             | Kobayashi Yasuko                    | 24 tháng 12, 2016  | –                         |

## Mùa 4:Golden Wind(2018–2019)
| Số tập tổng thể                        | Số tập theo phần | Tựa đề                                                                                                 | Đạo diễn                                      | Biên kịch         | Ngày phát sóng gốc | Ngày phát sóng tiếng Việt |
| -------------------------------------- | ---------------- | --- | --------------------------------------------- | ----------------- | ------------------ | ------------------------- |
| 114                                    | 1                | "Gold Experience" "Gōrudo Ekusuperiensu" (黄金体験)                                                    | Naokatsu Tsuda                                | Kobayashi Yasuko  | 6 tháng 10, 2018   | –                         |
| 115                                    | 2                | "Bucharati ga kuru" (ブチャラティが来る)                                                               | Takahashi Hideya                              | Kobayashi Yasuko  | 13 tháng 10, 2018  | –                         |
| 116                                    | 3                | "Hei no naka no gyangu ni ae" (塀の中のギャングに会え)                                                 | Kimura Yasuhiro                               | Yasukawa Shōgo    | 20 tháng 10, 2018  | –                         |
| 117                                    | 4                | "Gyangu nyūmon" (ギャング入門)                                                                         | Suzuki Kyōhei                                 | Yasukawa Shōgo    | 27 tháng 10, 2018  | –                         |
| 118                                    | 5                | "Porupo no isan o nerae!" (ポルポの遺産を狙え！)                                                       | Kamei Takahiro                                | Kobayashi Yasuko  | 3 tháng 11, 2018   | –                         |
| 119                                    | 6                | "Mūdī Burūsu no gyakushū" (ムーディー・ブルースの逆襲)                                                 | Mikami Yoshiko                                | Fudeyasu Kazuyuki | 10 tháng 11, 2018  | –                         |
| 120                                    | 7                | "Sekkusu Pisutoruzu tōjō Sono 1" (セックス・ピストルズ登場 その①)                                      | Suzuki Kyōhei                                 | Fudeyasu Kazuyuki | 17 tháng 11, 2018  | –                         |
| 121                                    | 8                | "Sekkusu Pisutoruzu tōjō Sono 2" (セックス・ピストルズ登場 その②)                                      | Nagata Shinji                                 | Fudeyasu Kazuyuki | 24 tháng 11, 2018  | –                         |
| 122                                    | 9                | "Bosu kara no dai-ichi shirei" (ボスからの第一指令)                                                    | Minamikawa Tatsuma                            | Inotsume Shinichi | 1 tháng 12, 2018   | –                         |
| 123                                    | 10               | "Hittoman chīmu" (暗殺者チーム)                                                                        | Fujimoto Jirō                                 | Inotsume Shinichi | 8 tháng 12, 2018   | –                         |
| 124                                    | 11               | "Narancha no earosumisu" (ナランチャのエアロスミス)                                                    | Nagata Shinji                                 | Inotsume Shinichi | 15 tháng 12, 2018  | –                         |
| 125                                    | 12               | "Bosu kara no daini shirei" (ボスからの第二指令)                                                       | Kamei Takahiro                                | Yasukawa Shōgo    | 22 tháng 12, 2018  | –                         |
| 126                                    | 13               | "Man in za Mirā to Pāpuru heizu" (マン・イン・ザ・ミラーとパープル・ヘイズ)                            | Ejima Yasuo                                   | Yasukawa Shōgo    | 29 tháng 12, 2018  | –                         |
| 126.5                                  | 13.5             | "Inizio del vento aureo"                                                                               | –                                             | –                 | 5 tháng 1, 2019    | –                         |
| Tóm tắt lại nội dung của tập 1–tập 12. |                  | |                                               |                   |                    |                           |
| 127                                    | 14               | "Firentse Iki chōtokkyū" (フィレンツェ行き超特急)                                                      | Suzuki Kyōhei                                 | Fudeyasu Kazuyuki | 12 tháng 1, 2019   | –                         |
| 128                                    | 15               | "Za gureitofuru Deddo Sono 1" (偉大なる死 その①)                                                       | Minamikawa Tatsuma                            | Fudeyasu Kazuyuki | 19 tháng 1, 2019   | –                         |
| 129                                    | 16               | "Za gureitofuru Deddo Sono 2" (偉大なる死 その②)                                                       | Takahashi Ken                                 | Kobayashi Yasuko  | 26 tháng 1, 2019   | –                         |
| 130                                    | 17               | "Beibī Feisu" (ベイビィ・フェイス)                                                                     | Tsuda Naokatsu Takahashi Masakazu             | Kobayashi Yasuko  | 2 tháng 2, 2019    | –                         |
| 131                                    | 18               | "Venetsia e mukae!" (ヴェネツィアへ向かえ!)                                                            | Miyajima Yoshihiro                            | Inotsume Shinichi | 9 tháng 2, 2019    | –                         |
| 132                                    | 19               | "Inotsume Shinichi" "Howaito Arubamu" (ホワイト・アルバム)                                             | Nagata Shinji                                 | Inotsume Shinichi | 16 tháng 2, 2019   | –                         |
| 133                                    | 20               | "Bosu kara no saishū shirei" (ボスからの最終指令)                                                      | Kamei Takahiro                                | Tsuda Naokatsu    | 23 tháng 2, 2019   | –                         |
| 134                                    | 21               | "Kingu Kurimuzon no nazo" (キング・クリムゾンの謎)                                                     | Tsuda Naokatsu Takahashi Misakazu             | Tsuda Naokatsu    | 2 tháng 3, 2019    | –                         |
| 134.5                                  | 21.5             | "determinazione"                                                                                       | —                                             | —                 | 9 tháng 3, 2019    | –                         |
| Tóm tắt nội dung của tập 1–20.         |                  | |                                               |                   |                    |                           |
| 135                                    | 22               | "Gattsu no Jī" (ガッツの「G」)                                                                         | Murata Hikaru                                 | Yasukawa Shōgo    | 16 tháng 3, 2019   | –                         |
| 136                                    | 23               | "Kurasshu to Tōkingu Heddo" (クラッシュとトーキング・ヘッド)                                           | Ezoe Hitomi                                   | Yasukawa Shōgo    | 23 tháng 3, 2019   | –                         |
| 137                                    | 24               | "Notōriasu Biggu" (ノトーリアス・B・I・G)                                                              | Suzuki Kyōhei                                 | Fudeyasu Kazuyuki | 30 tháng 3, 2019   | –                         |
| 138                                    | 25               | "Supaisu Gāru" (スパイス・ガール)                                                                      | Takahashi Masakazu                            | Fudeyasu Kazuyuki | 6 tháng 4, 2019    | –                         |
| 139                                    | 26               | "Honno sukoshi nukashi no monogatari ~Boku no na wa Doppio~" (ほんの少し昔の物語 ~ぼくの名はドッピオ~) | Kamei Takahiro Murata Hikaru Aoyagi Hiroyoshi | Inotsume Shinichi | 13 tháng 4, 2019   | –                         |
| 140                                    | 27               | "Kingu Kurimuzon vs. Metarika" (キング・クリムゾン vs. メタリカ)                                       | Nagata Shinji                                 | Horiuchi Akira    | 20 tháng 4, 2019   | –                         |
| 141                                    | 28               | "Ima ni mo ochite kisō na sora no shita de" (今にも落ちて来そうな空の下で)                             | Takahashi Hideya                              | Kobayashi Yasuko  | 27 tháng 4, 2019   | –                         |
| 141.5                                  | 28.5             | "destino"                                                                                              | –                                             | –                 | 4 tháng 5, 2019    | –                         |
| Tóm tắt nội dung của tập 1–28.         |                  | |                                               |                   |                    |                           |
| 142                                    | 29               | "Mokutekichi wa Rōma! Korosseo" (目的地はローマ！コロッセオ)                                           | Kubo Yūsuke                                   | Yasukawa Shōgo    | 11 tháng 5, 2019   | –                         |
| 143                                    | 30               | "Gurīn Dei to Oashisu Sono 1" (グリーン・ディとオアシス その①)                                         | Satō Yōji                                     | Yasukawa Shōgo    | 18 tháng 5, 2019   | –                         |
| 144                                    | 31               | "Gurīn Dei to Oashisu Sono 2" (グリーン・ディとオアシス その②)                                         | Kimura Yasuhiro                               | Fudeyasu Kazuyuki | 25 tháng 5, 2019   | –                         |
| 145                                    | 32               | "Gurīn Dei to Oashisu Sono 3" (グリーン・ディとオアシス その③)                                         | Nagata Shinji                                 | Fudeyasu Kazuyuki | 1 tháng 6, 2019    | –                         |
| 146                                    | 33               | "Soitsu no na wa Diaboro" (そいつの名はディアボロ)                                                     | Aoyagi Hiroyoshi                              | Matsuki Keīchi    | 8 tháng 6, 2019    | –                         |
| 147                                    | 34               | "Rekuiemu wa shizuka ni kanaderareru Sono 1" (鎮魂歌は静かに奏でられる その①)                          | Takahashi Norihito                            | Yasukawa Shōgo    | 15 tháng 6, 2019   | –                         |
| 148                                    | 35               | "Rekuiemu wa shizuka ni kanaderareru Sono 1" (鎮魂歌は静かに奏でられる その②)                          | Kubo Yūsuke                                   | Inotsume Shinichi | 22 tháng 6, 2019   | –                         |
| 149                                    | 36               | "Diaboro Fujō" (ディアボロ浮上)                                                                        | Kamei Takahiro                                | Inotsume Shinichi | 29 tháng 6, 2019   | –                         |
| 150                                    | 37               | "Kingu obu Kingusu" (王の中の王)                                                                       | Suzuki Kyōhei                                 | Fudeyasu Kazuyuki | 6 tháng 7, 2019    | –                         |
| 151                                    | 38               | "Gōrudo Ekusuperiensu Rekuiemu" (ゴールド・E・レクイエム)                                              | Sugawara Shō                                  | Kobayashi Yasuko  | 13 tháng 7, 2019   | –                         |
| 152                                    | 39               | "Nemureru dorei" (眠れる奴隷)                                                                          | Iwasaki Yasutoshi Takahashi Hideya            | Kobayashi Yasuko  | 20 tháng 7, 2019   | –                         |

## Mùa 5:Stone Ocean(2021)
| Số tập tổng thể | Số tập theo phần | Tựa đề | Đạo diễn | Biên kịch | Ngày phát sóng gốc                                |
| --------------- | ---------------- | ------ | -------- | --------- | ------------------------------------------------- |
| 153             | 1                |        | –        | –         | Tháng 12, 2021 (Netflix Japan) Tháng 1, 2022 (TV) |